# دروگر هویج

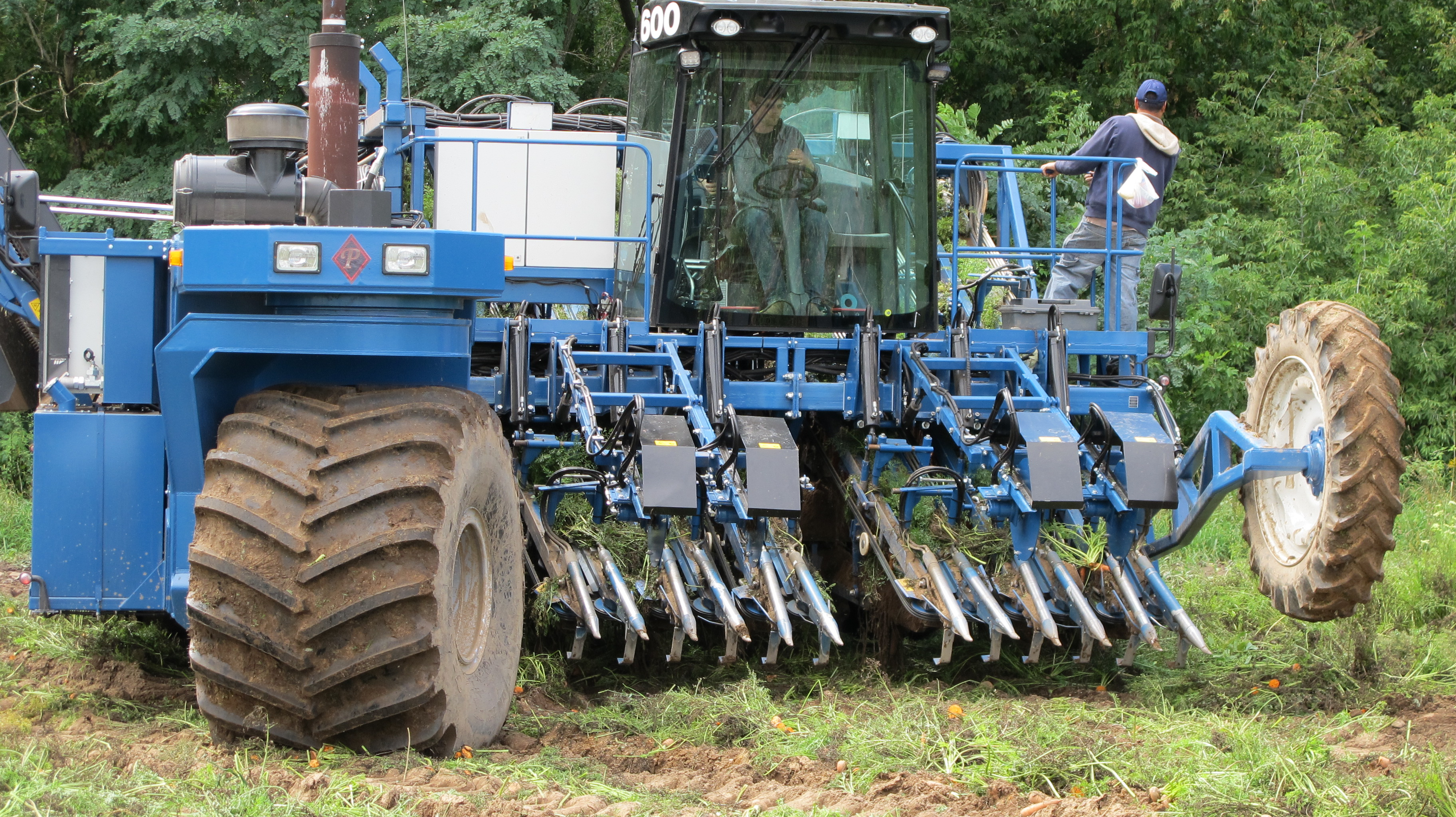
دروگر خودگردان هویج (کمباین هویج) ۶ ردیفه

یک دروگر هویج گونه‌ای ماشین کشاورزی برای برداشت گیاه هویج است. دروگرهای هویج ممکن است پشت‌تراکتوری، زیرتراکتوری یا خودگردان (کمباین) باشند. دستگاه معمولاً یک تا ۶ ردیف هویج را در یک بار برداشت می‌کند.